# Kyrkhults kyrka
Kyrkhults kyrka är Kyrkhults församlings huvudsakliga gudstjänstlokal och ligger mitt i tätorten Kyrkhult. Kyrkan uppfördes efter arkitekten F.G.A. Dahls ritningar och invigdes 1865.

## Kyrkobyggnaden
Den murade kyrkan består av ett treskeppigt långhus med kyrktorn i väster samt femsidig korabsid i öster. Byggnadsmaterialet är gråsten med tegel i dörr- och fönsteromfattningar. De vitputsade fasaderna uppbryts av stora rundbågefönter. Absiden har en rad, högt sittande, små fönster (inspirerad av romanskt kolonettgalleri). Långhuset täcks av ett sadeltak, absidens tak är valmat. Tornet har rundbågiga, tudelade ljudgluggar (romanskt formspråk) och avslutas med sidogavlar och kort spira. Ingång sker från tornets västsida, sidoingångar finns på mitt på norra och södra långsidan (markerade med gavelfrontoner). Smala träpelare indelar kyrkorummet i tre skepp. Sidoskeppen täcks av plana trätak, medan det bredare och högre mittskeppet har ett träpanelat tredingstak. En triumfbåge markerar öppningen till korabsiden, där sakristian är inrymd bakom altarskranket. Mittskeppets apostla- och profetbilder är utförda av artisten Magnus (Måns) Jönsson 1872. Kyrkan har nära 800 sittplatser.

## Historik
1863 föreskrevs att Kyrkhult skulle skiljas från Jämshögs pastorat och bilda egen församling. Kyrkan uppfördes under mycket arbete av i stort sett alla arbetsföra personer i den nya församlingen och invigdes 27 augusti 1865. Kyrkan restaurerades 1930 efter förslag av arkitekten Melchior Wernstedt.

## Inventarier
- I tornet hänger två kyrkklockor som är gjutna av Bergholtz klockgjuteri i Sigtuna. Storklockan (1200 kg) från 1865 och lillklockan (800 kg) från 1867.
- Altartavlan målades på plats sommaren 1867 av konstnären Bengt Nordenberg.

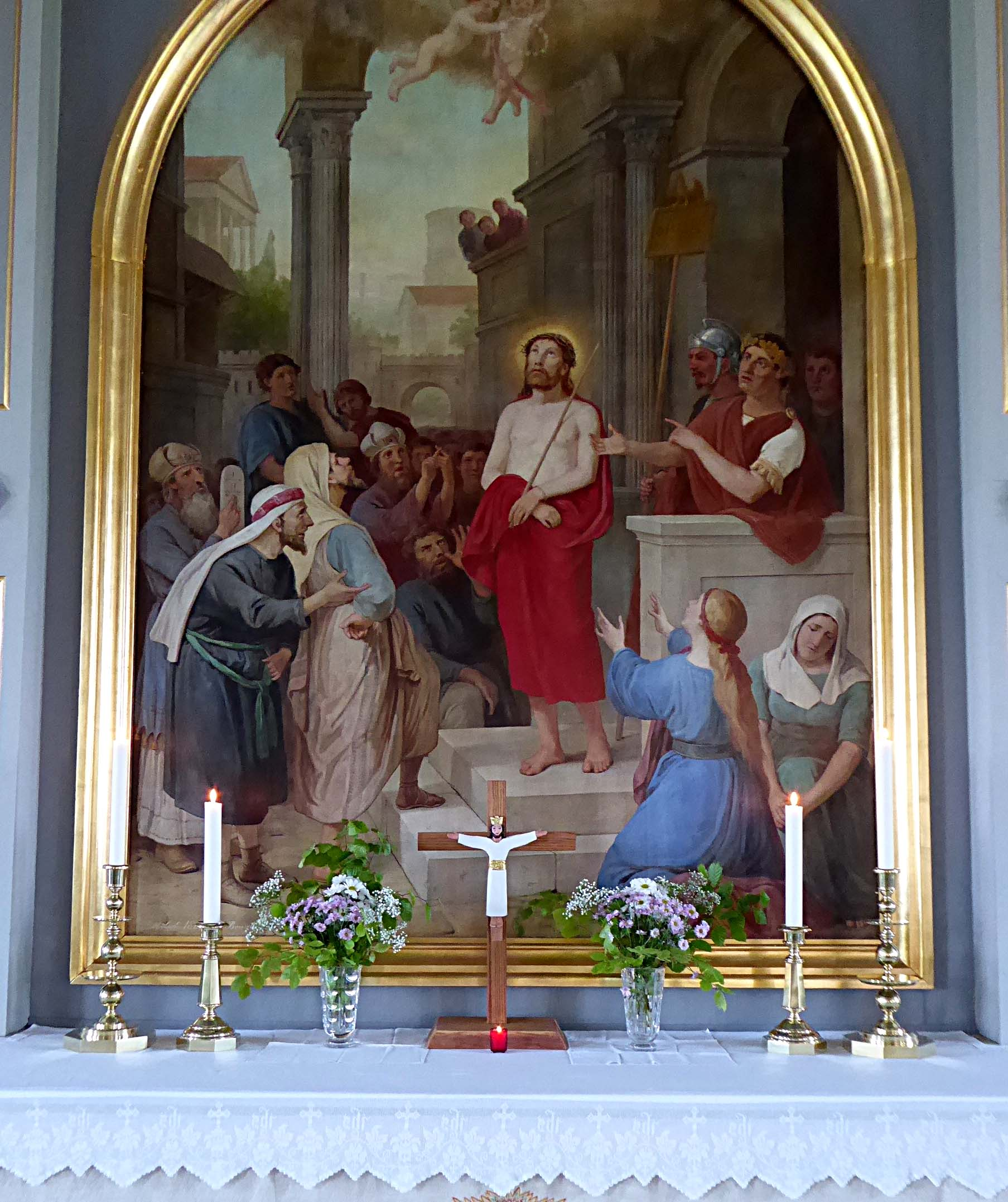
Altartavlan i Kyrkhults kyrka

### Orgel
- Orgeln tillverkades 1897-1898 av Setterquist & Son Orgelbyggeri. Den hade sexton stämmor.
- År 1956 tillkom en ny mekanisk orgel byggd av Frede Aagaard. Den renoverades 1970 av J. Künkels Orgelverkstad. Efter en rekonstruktion av Tostareds Kyrkorgelfabrik återinvigdes orgeln i februari 2006. Fasaden är bibehållen från 1898 års orgel.

#### Deposition
| Huvudverk 1   | Ryggpositiv 2   | Svällverk 3       | Pedal         | Koppel |
| Principal 8’  | Gedaktpommer 8’ | Rörflöjt 8’       | Subbas 16’    | I/P    |
| Gedakt 8’     | Principal 4’    | Rörflöjt 4’       | Oktava 8’     | II/P   |
| Kvintadena 8’ | Serpent 4’      | Principal 2’      | Borduna 8’    | I/II   |
| Oktava 4’     | Blockflöjt 2’   | Gedaktflöjt 8’    | Kvintadena 4’ |        |
| Täckflöjt 4’  | Nasat 1 1⁄3'    | Sesquialtera 2 ch | Nachthorn 2’  |        |
| Qvinta 2 2⁄3’ | Scharf 2 ch     |                   | Mixtur 3 ch   |        |
| Oktava 2’     | Regal 8’        |                   | Fagott 16’    |        |
| Mixtur 4 ch   | Tremulant       |                   | Corno 4’      |        |
| Dulcian 16'   |                 |                   |               |        |

## Omgivning
- På kyrkogården söder om kyrkan står en staty av Ansgar utförd av Carl Eldh.

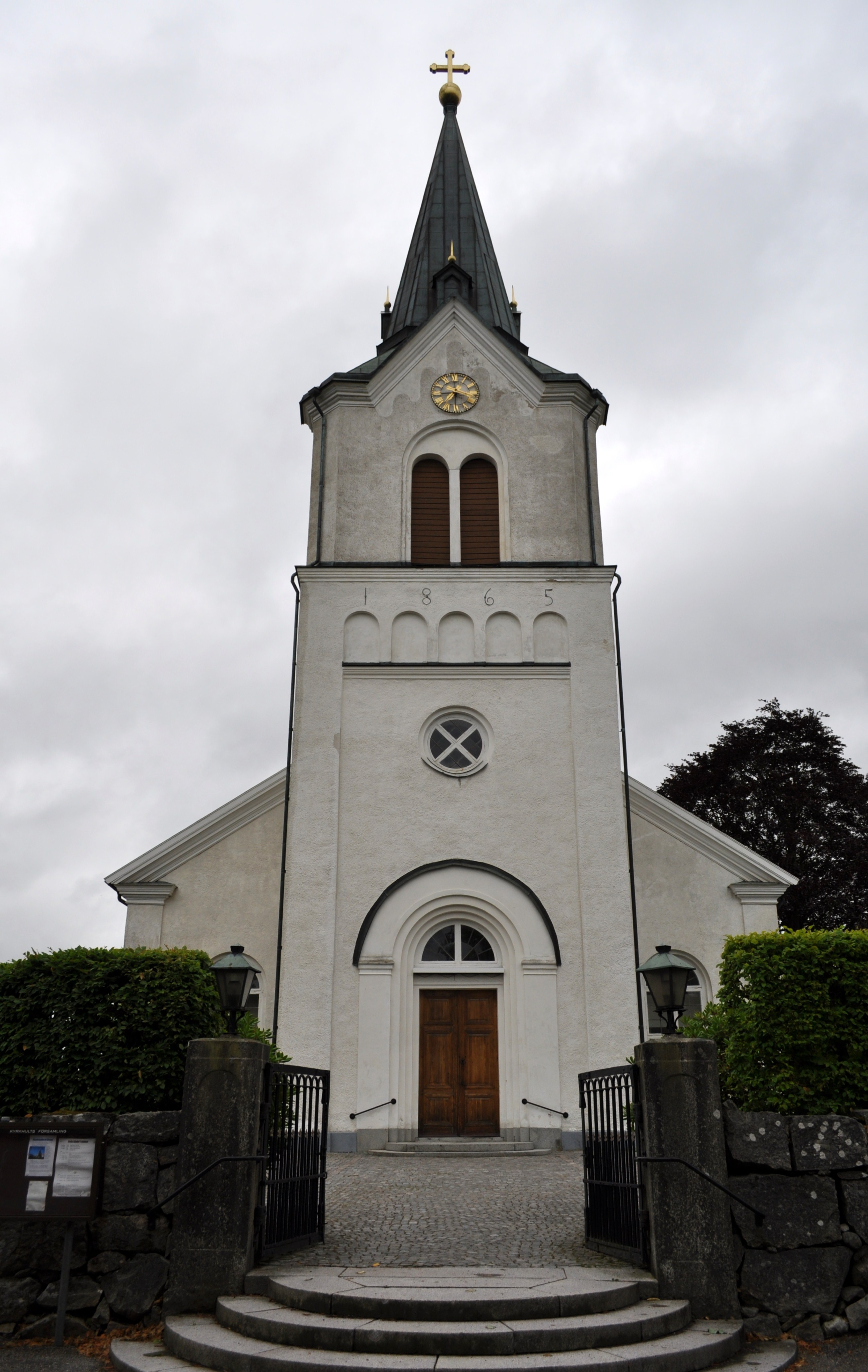
Kyrkans front.
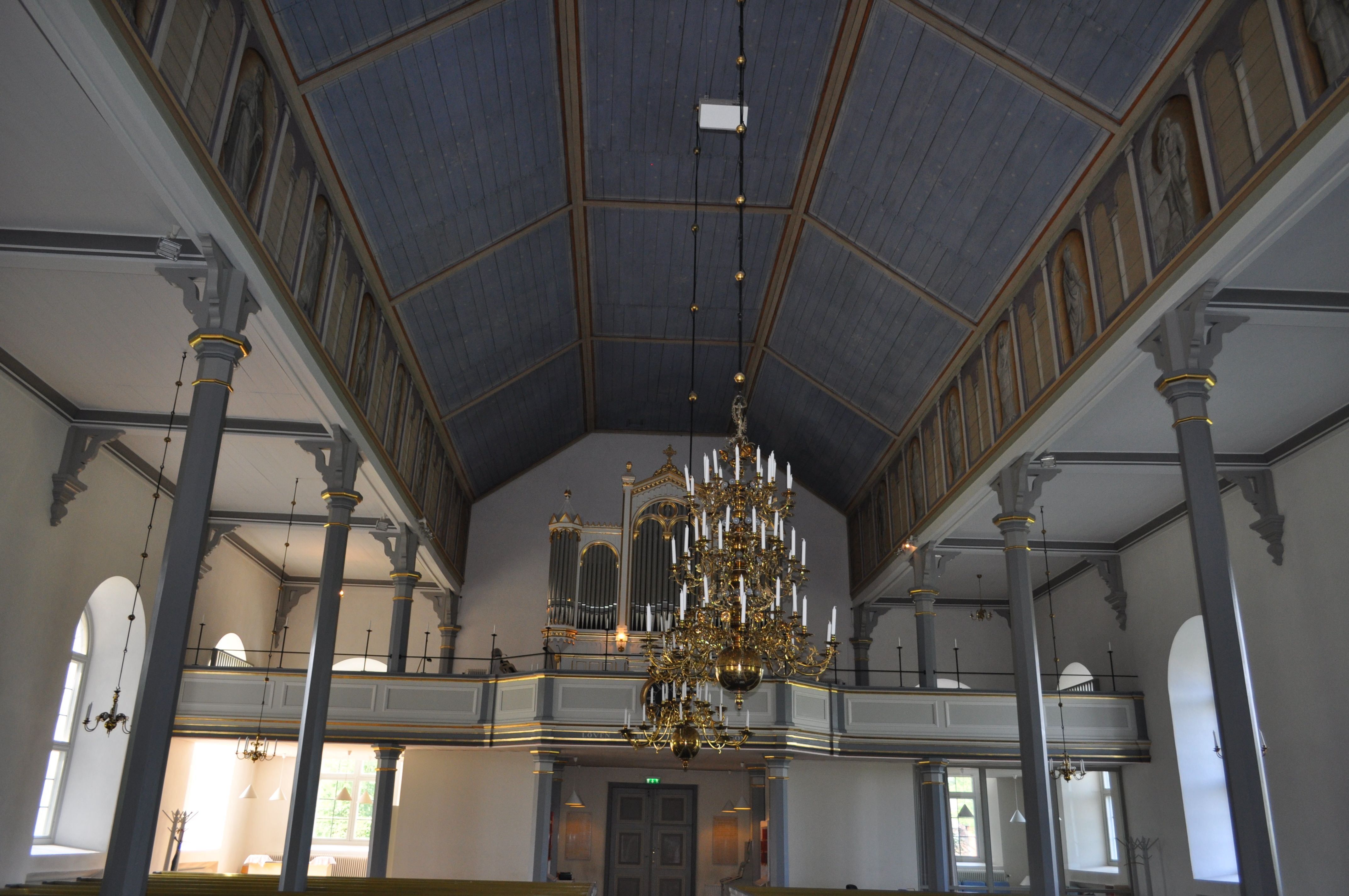
Orgelläktaren.
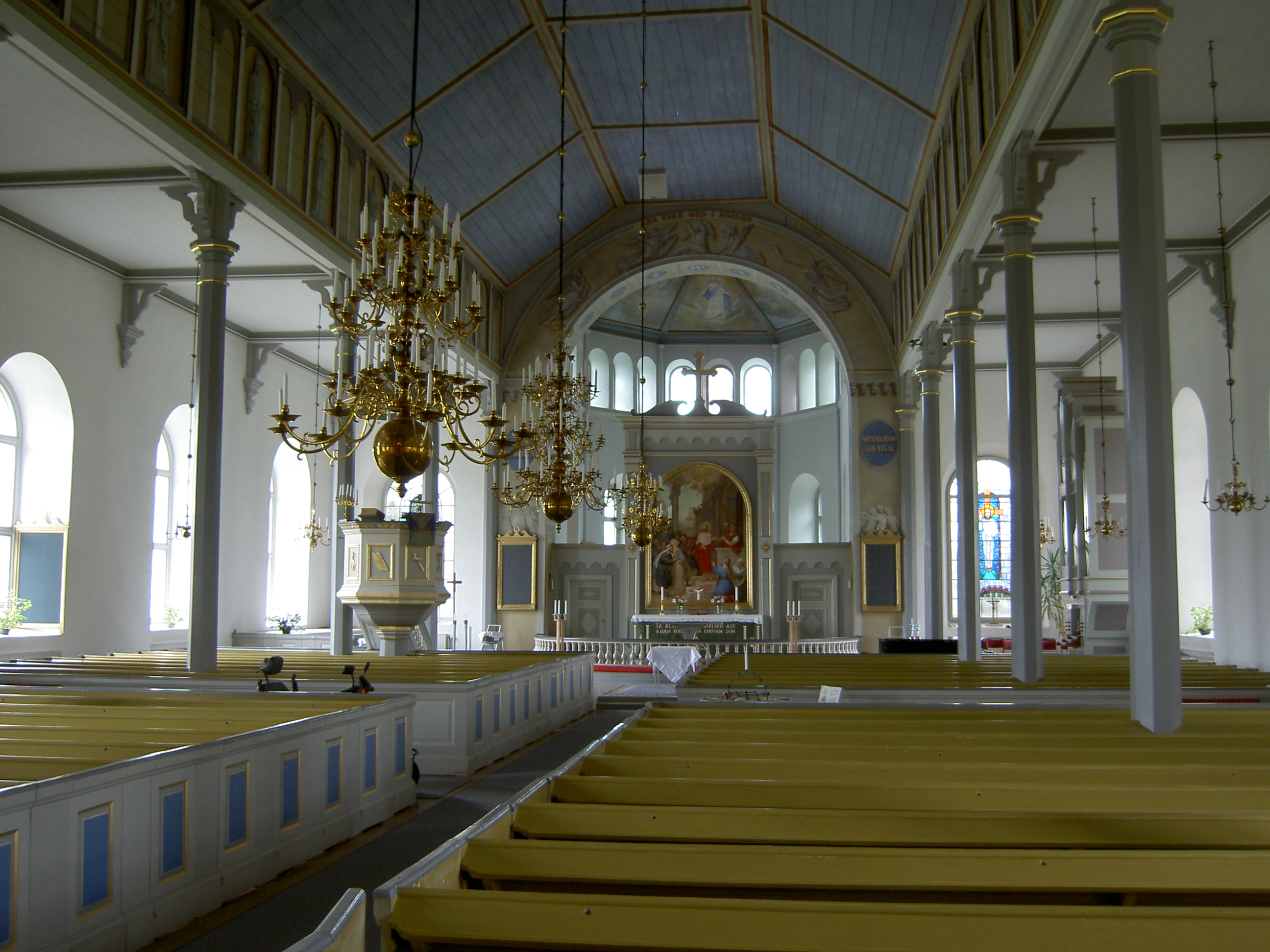
Kyrkorum.
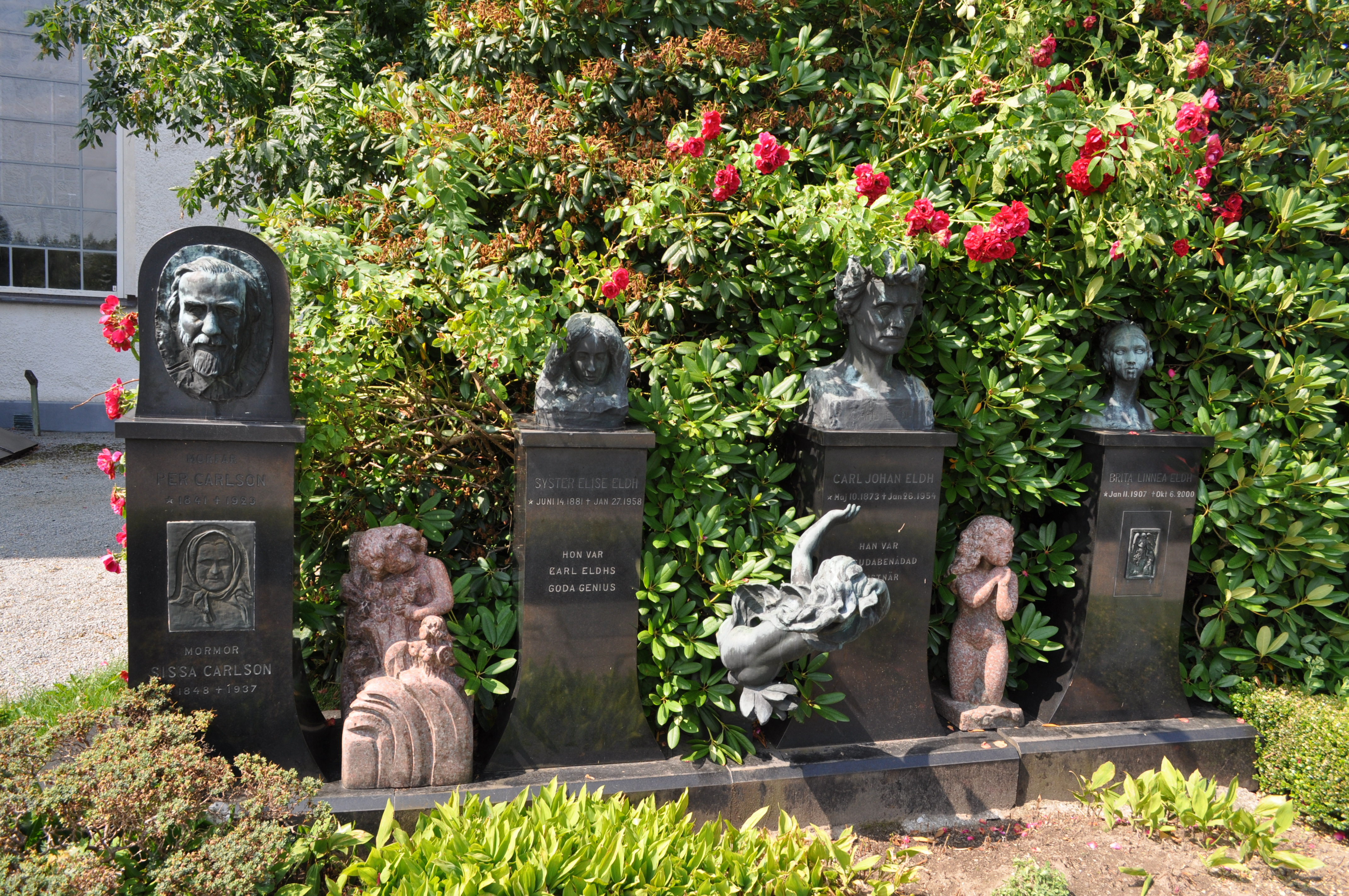
Carl Eldhs familjegrav på kyrkogården.